# Robert Rupp
Robert Rupp (* 9. Februar 1904 in Sandhofen; † 6. Juli 1979) war ein deutscher Ringer in der Zeit nach dem Ersten Weltkrieg.

## Werdegang
Über erste Erfolge bei Kreis- und Gaumeisterschaften im Raum Mannheim wuchs er Mitte der 1920er Jahre in die deutsche Spitzenklasse des Halbschwergewichts hinein. Er rang ausschließlich im griechisch-römischen Stil. Gemeinsam mit dem deutschen Meister von 1925 Hans Pöhlmann, Nürnberg, qualifizierte er sich 1925 für die Teilnahme an der Europameisterschaft 1925 in Mailand. Dort konnte er in der Halbschwergewichtsklasse den 2. Platz mit Siegen über Vandenabelle, Belgien, László Papp, Ungarn, Cattai, Italien, und einer Niederlage gegen Carl Westergren, Schweden, belegen. 1926 gewann er die deutsche Meisterschaft im Halbschwergewicht vor Willi Presber, Oggersheim, und R. Pereles, Wien. Bei der Europameisterschaft 1926 in Riga war er in Höchstform, schlug Palmbachs, Lettland, Alexander Szabó, Tschechoslowakei, und Rudolf Loo, Estland, und wurde Europameister.
Bei den deutschen Meisterschaften 1927 wurde er 2. Sieger hinter Adolf Rieger, Berlin. Am 7. Februar 1928 besiegte er in Paris in einem Länderkampf Deutschland gegen Frankreich Émile Clody durch Fall. In der Qualifikation für die Olympischen Spiele 1928 in Amsterdam scheiterte Robert Rupp an Adolf Rieger. Noch einmal hatte er einen großen Auftritt: Bei den Europameisterschaften 1929 in Dortmund. Dort siegte er über Petersons, Lettland, Mario Gruppioni, Italien, und Émile Clody, Frankreich, unterlag aber Onni Pellinen, Finnland, klar und wurde wieder Vizeeuropameister. Im November 1929 siegte er bei einem Ringerturnier in Kopenhagen und erzielte dort einen klaren Punktsieg über den Olympiasieger von 1928 im Halbschwergewicht Ibrahim Mustafa, Ägypten.
In den Jahren ab 1930 erkämpfte er sich noch viele gute Platzierungen bei Kreis- und Gaumeisterschaften und rang erfolgreich für seinen Verein RSC Eiche Sandhofen in der Mannschaft, konnte sich aber bei keiner deutschen Meisterschaft mehr durchsetzen.

## Internationale Erfolge
| Jahr | Platz | Wettbewerb                    | Stil | Gewichtsklasse | Ergebnisse |
| 1925 | 2.    | EM in Mailand                 | GR   | Halbschwer     | nach Siegen über Vandenabelle, Belgien, László Papp, Ungarn und Aldo Gattai, Italien und einer Niederlage gegen Carl Westergreen, Schweden    |
| 1926 | 1.    | EM in Riga                    | GR   | Halbschwer     | nach Siegen über Palmbachs, Lettland, Alexander Szabó, Tschechoslowakei und Rudolf Loo, Estland                                               |
| 1929 | 1.    | Intern. Turnier in Kopenhagen | GR   | Halbschwer     | vor Ibrahim Moustafa, Ägypten und Julius Petersen, Dänemark                                                                                   |
| 1929 | 2.    | EM in Dortmund                | GR   | Halbschwer     | nach Siegen über Petersons, Lettland, Mario Gruppioni, Italien und Émile Clody, Frankreich und einer Niederlage gegen Onni Pellinen, Finnland |

## Erfolge bei nationalen Wettkämpfen
| Jahr | Platz | Wettbewerb                  | Stil | Gewichtsklasse | Ergebnisse |
| 1926 | 1.    | Deutsche Meisterschaft      | GR   | Halbschwer     | vor Willi Presber, Ludwigshafen-Oggersheim und Rudolf Pereles, Wien                                                             |
| 1927 | 2.    | Deutsche Meisterschaft      | GR   | Halbschwer     | hinter Adolf Rieger, Berlin, vor Emil Poganiatz, Pirmasens                                                                      |
| 1928 | 2.    | Olympia-Qualif. in Koblenz  | GR   | Halbschwer     | hinter Adolf Rieger |
| 1932 | 2.    | Olympia-Qualif. in Mannheim | GR   | Halbschwer     | hinter Heinrich Heitmann, Hörde, vor Adolf Rieger, Fritz Bräun, Oberstein, Paul Böhmer, Reichenhall und Anton Vogedes, Dortmund |
| 1935 | 2.    | Deutsche Meisterschaft      | F    | Halbschwer     | hinter Karl Ehret, Ludwigshafen, vor Josef Litters, Sandhofen                                                                   |
| 1936 | 7.    | Deutsche Meisterschaft      | F    | Halbschwer     | Sieger: Erich Siebert, Darmstadt vor Paul Böhmer und Karl Ehret                                                                 |

Erläuterungen
- GR = griechisch-römischer Stil, F = Freistil
- EM = Europameisterschaft
- Halbschwergewicht, bis 1929 bis 82,5 kg, seit 1930 bis 87 kg Körpergewicht